# Georg Ernst Ludwig Hampe
Georg Ernst Ludwig Hampe (Fürstenberg, 5 luglio 1795 – Helmstedt, 23 novembre 1880) è stato un micologo, botanico e farmacista tedesco.
Nel 1810 divenne un apprendista farmacista di suo zio della città di Brakel e per più di quindici anni lavorò in diverse farmacie, tra cui una nella città di Halle (Saale), dove conobbe il botanico Kurt Sprengel. Lavorò anche nella facoltà di farmacia dell'Università Georg-August di Gottinga.
Nel 1825 divenne capo di una farmacia locale a Blankenburg am Harz, dove rimane come direttore fino al 1864.
Nel 1870, ha ricevuto il dottorato honoris causa presso l'Università Georg-August di Gottinga.

## Opere
- Prodromus florae Hercynicae. Halle 1836, Nordhausen 1842
- Linnaea, 1844
- Icones muscorum novorum vel minus cognitorum. Bonn, 1844
- Flora Hercynica oder Aufzählung der im Harzgebiete wildwachsenden Gefässpflanzen, G. Schwetschke'scher Verlag. 1873
- Flora Hercynica. Halle, 1875